# Kaasa health
Die Kaasa health GmbH ist ein Softwareentwickler und Betreiber von browserbasierten und mobilen Online-Spielen mit Sitz in Düsseldorf. In internationaler Zusammenarbeit mit Wissenschaftlern und Therapeuten entwickelt das Unternehmen digitale Therapiekonzepte in den Bereichen E-Health und Telerehabilitation und gehört zu den Pionieren im Bereich von Health Games, also therapeutisch wirksamen „Gesundheitsspielen“.
Als Softwareunternehmen in der Gesundheitsbranche entwickelt Kaasa health Serious Games für Erwachsene und Grundschulkinder. Mit spielerischen Elementen soll eine Langzeitmotivation aufgebaut werden, die den Nutzer zum regelmäßigen Training bewegen soll. Die Basis der digitalen Trainingssoftware wurde von Forschern und Psychologen renommierter Universitäten sowie von Medizinern und Therapeuten in wissenschaftlichen Studien entwickelt. Mittlerweile vertreibt das Unternehmen seine Software in insgesamt 34 Ländern und ist unter anderem Mitglied des GAME Bundesverbands der deutschen Games-Branche und des Bundesverbands für Legasthenie und Dyskalkulie e.V. (BVL).

## Produkte
Das erste Health Game, welches 2010 auf den Markt kam, war Physiofun für die Nintendo Wii. Die Trainingssoftware-Serie beinhaltet verschiedene medizinisch orientierte Spiele, die in Kooperation mit Medizinern und Therapeuten der Dr. Becker Klinikgesellschaft entwickelt wurden. Durch spezielle Übungen soll die Konzentrationsfähigkeit und Körperkontrolle trainiert werden.
Es folgte die Meister-Cody-Reihe, die sich an Grundschulkinder mit Lernstörungen richtet. Meister Cody ‒ Talasia, eine Test- und Trainingssoftware für Kinder mit Dyskalkulie, wurde in Zusammenarbeit mit Forschern des Psychologischen Instituts der Westfälischen Wilhelms-Universität Münster im Rahmen des CODY-Projektes entwickelt und erschien erstmals am 1. Dezember 2013.
Für Meister Cody – Namagi, welches Kinder mit Legasthenie beim Erlernen des Schriftspracherwerbs unterstützen soll, lieferte Schulte-Körne und sein Team von der Ludwig-Maximilians-Universität München das wissenschaftliche Fundament. Zudem startete 2016 das Meister Cody – Testcenter, mit dem Forscher Zusammenhänge zwischen Lernschwierigkeiten und psychischen Auffälligkeiten aufdecken wollen.
Eine weitere Trainingssoftware der Kaasa health ist Routine – Phantomschmerz. In der weltweit größten medizinischen Studie zu Phantomschmerzen (PACT), die seit Mitte 2012 durch die EU und das Land NRW gefördert wurde, wurde diese nichtmedikamentöse Behandlungsmöglichkeit der Phantomschmerzen wissenschaftlich entwickelt. In einer Anschlussstudie (GAPP) soll nun die Benutzerfreundlichkeit und der therapeutische Nutzen getestet werden. Die Basis des Trainings ist die Spiegeltherapie. Mit der Trainingssoftware von Kaasa health wird das Konzept der Spiegeltherapie adaptiert und in mobiler Form für jeden Patienten individuell angepasst.
Zudem war Kaasa health an der Entwicklung des orthetisch-bionischen Assistenzsystems (ORTAS), des Projekts Bionic Hand, eines interaktiven Assistenzsystems für die Steuerung von Prothesen und We take care, eines Trainingssystems zur Verbesserung der Aktivitäten des täglichen Lebens (ADL) beteiligt.

## Auszeichnungen
- Best Educational Game in Europe 2014[21][22]
- GIGA-Maus 2014[23][24]
- Vodafone Smart Solution Award 2013[25][26][27]
- Dyslexia Quality Award 2015[28][29]
- eco Internet Award 2015[30][31]
- Serious Play Award 2015 (Silber)[31][32]

## Partner und Förderer
- Westfälische Wilhelms-Universität Münster[7]
- Ludwig-Maximilians-Universität München[7]
- Bundesministerium für Bildung und Forschung[33]
- Film- und Medienstiftung NRW[34]
- Deutsche Sporthochschule Köln[7]
- Institut für Biomechanik Valencia[7]
- Dr. Becker Klinikgruppe[7]
- Medisana[7]
- Otto Bock[7]
- Nintendo Wii[7]